# رينيه ويلر
رينيه ويلر (بالألمانية: René Weller)‏ (مواليد 21 نوفمبر 1953) هو ملاكم ألماني، مثّل بلاده في الألعاب الأولمبية الصيفية 1976.

## روابط خارجية
- رينيه ويلر على موقع IMDb (الإنجليزية)
- رينيه ويلر على موقع روتن توميتوز (الإنجليزية)
- رينيه ويلر على موقع ميوزك برينز (الإنجليزية)
- رينيه ويلر على موقع ديسكوغز (الإنجليزية)
- رينيه ويلر على موقع قاعدة بيانات الفيلم (الإنجليزية)
- رينيه ويلر على موقع كينوبويسك (الروسية)
- رينيه ويلر على موقع بوكس ريك (الإنجليزية) (registration required)
- رينيه ويلر على موقع أوليمبيديا (الإنجليزية)